# Sławkowski Grzebień

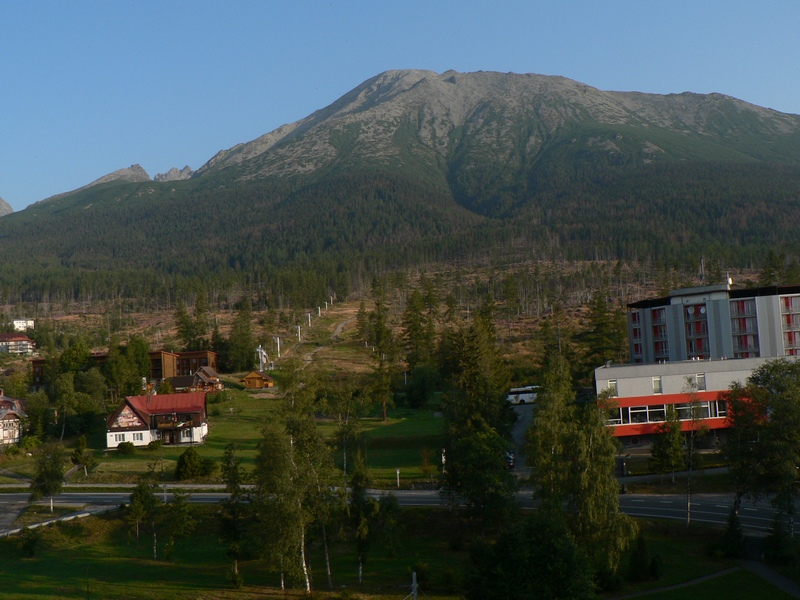
Sławkowski Szczyt i Sławkowski Grzebień

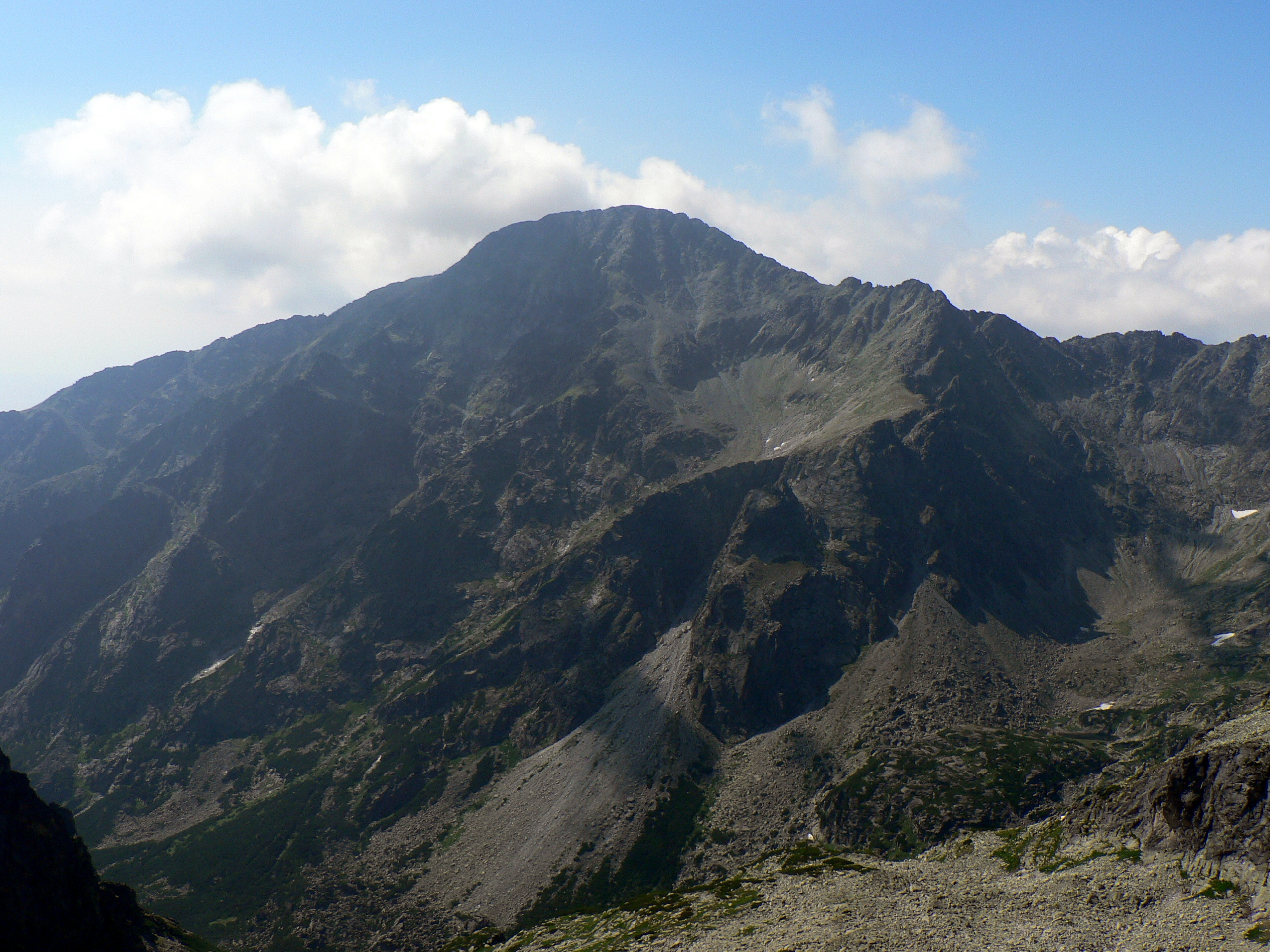
Sławkowski Szczyt i Sławkowski Grzebień (od strony Doliny Staroleśnej)

Sławkowski Grzebień (słow. Štrbavý hrebeň, niem. Schartiger Kamm, węg. Szalóki gerinc) – grań tatrzańska odchodząca od wierzchołka Sławkowskiego Szczytu w słowackich Tatrach Wysokich. Biegnie ona od niego na południowy wschód, w kierunku Smokowieckiego Siodełka. Oddziela dolne partie Doliny Staroleśnej i górną część Doliny Zimnej Wody od Siennej Kotliny i przedpola Doliny Sławkowskiej. Od Sławkowskiego Grzebienia odchodzą trzy krótkie granie: Filar Sawickiego, Filar Birkenmajera i Królewski Grzebień. Sławkowskim Grzebieniem biegnie znakowany szlak turystyczny prowadzący na główny wierzchołek Sławkowskiego Szczytu.
Podczas sezonu zimowego zboczami Sławkowskiego Grzebienia biegną nartostrady, które należą do najbardziej stromych na Słowacji.
Obiekty w Sławkowskim Grzebieniu, począwszy od Sławkowskiego Szczytu:
- Królewska Przełęcz (Sedlo pod Nosom),
- Królewski Nos (Kráľovský nos, Slavkovský nos) – najwybitniejsze wzniesienie grani,
- Królewskie Wrótka,
- Królewska Czuba – odchodzi od niej krótka grań zwana Królewskim Grzebieniem,
- Wyżnia Sławkowska Kazalnica,
- Sławkowska Kazalnica (Vyhliadka).

## Szlaki turystyczne
– niebieski szlak ze Starego Smokowca obok Pięciu Źródeł do Rozdroża pod Sławkowskim Szczytem, a stąd dalej Sławkowskim Grzebieniem przez Królewski Nos na Sławkowski Szczyt.
- Czas przejścia ze Starego Smokowca do rozdroża: 1 h, ↓ 40 min
- Czas przejścia od rozdroża na szczyt: 4 h, ↓ 3 h

    – czerwony szlak (Magistrala Tatrzańska) ze Smokowieckiego Siodełka do Rozdroża pod Sławkowskim Szczytem, dalej już szlakiem niebieskim.
- Czas przejścia z Siodełka do rozdroża: 20 min w obie strony